# Ovikens kyrkas handskrivna koralbok
Ovikens kyrkas handskrivna koralbok från senare hälften av 1700-talet. Innehåller bland annat ett omkväde som användes för justering av melodin till Bereden väg för Herran inför dess första publicering i 1819 års psalmbok.